# Biertan
Biertan (alemany: Birthälm, Romanii: Biyertan, hongarès: Berethalom) és una comuna de Transsilvània, Romania, al nord del comtat de Sibiu, 80 km al nord de Sibiu i 29 km a l'est de Mediaș. Biertan és un dels pobles saxons més importants amb esglésies fortificades de Transsilvània, des de 1993 figura a la llista de llocs declarats patrimoni de la humanitat per la UNESCO.
L'església fortificada de Biertan va ser la seu del bisbe evangèlic luterà a Transsilvània entre 1572 i 1867.

## Història
El primer testimoni documental sobre el poble data del 1283 en un document sobre els impostos que pagaven els habitants de set pobles i, per tant, es creu que va ser fundat en algun moment entre el 1224 i el 1283 pels saxons transsilvans. L'assentament del poble es va convertir ràpidament en una important ciutat mercant i el 1510 Biertan donava suport a una població d'uns 5.000 habitants. Entre 1468 i el segle xvi es va construir i desenvolupar una petita església fortificada (die Kirchenburg).
Després del període medieval, la ciutat va caure en importància amb l'ascens de la veïna Sighișoara (o Schäßburg en alemany), Sibiu (Hermannstadt) i Mediaș (Mediasch).
En el cens de 1930 Biertan tenia 2.331 habitants, dels quals 1228 eren saxons de Transsilvània. Durant la Segona Guerra Mundial molts homes van ser reclutats a l'exèrcit romanès i més tard a la Waffen-SS. Després de la guerra, molts saxons transsilvans van ser expulsats de la regió. Després del col·lapse del comunisme el 1990, molts més van marxar a Alemanya.
Avui tot el municipi que inclou Biertan té una població d'uns 2.500 habitants i només el poble de Biertan té unes 1.600 persones. És un dels pobles més visitats de Transsilvània, essent el lloc històricament important de la reunió anual dels saxons de Transsilvània, molts dels quals ara viuen a Alemanya.

## Festivals
El festival de cinema de terror i fantasia "Luna Plină" ("Lluna plena") té lloc a Biertan. És l'únic festival de cinema de Romania centrat exclusivament en pel·lícules de fantasia.

## Galeria

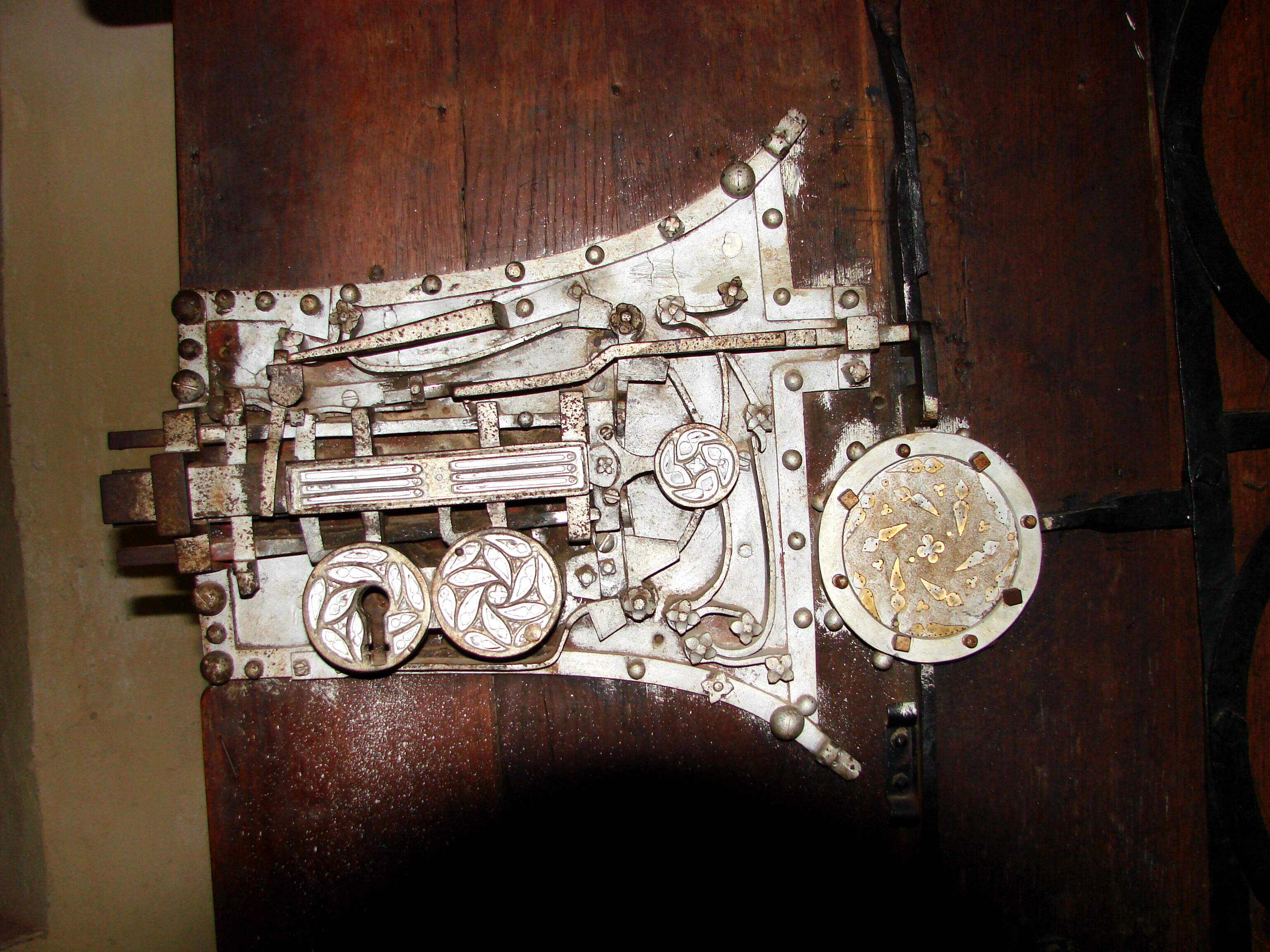
Pany amb una porta de fusta a l'església de Biertan. El pany conté 19 panys en un. Va guanyar el primer premi a l'Expo Mundial de París el 1900.
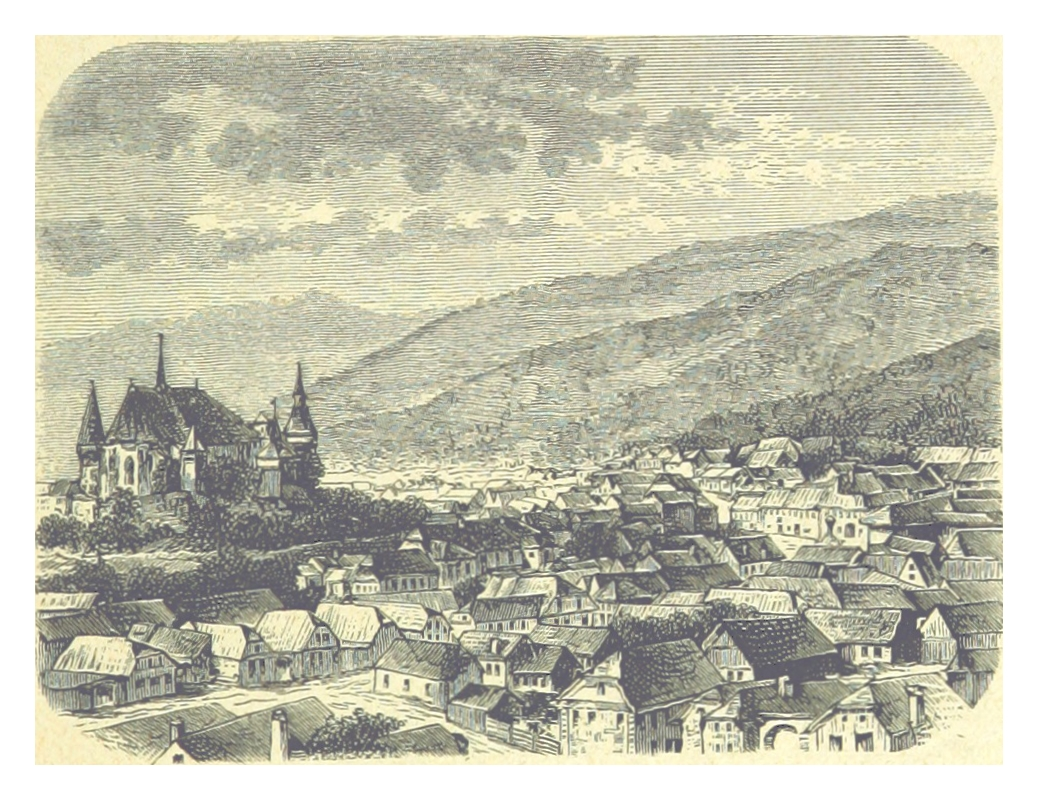
Biertan el 1881, còpia digitalitzada de la British Library
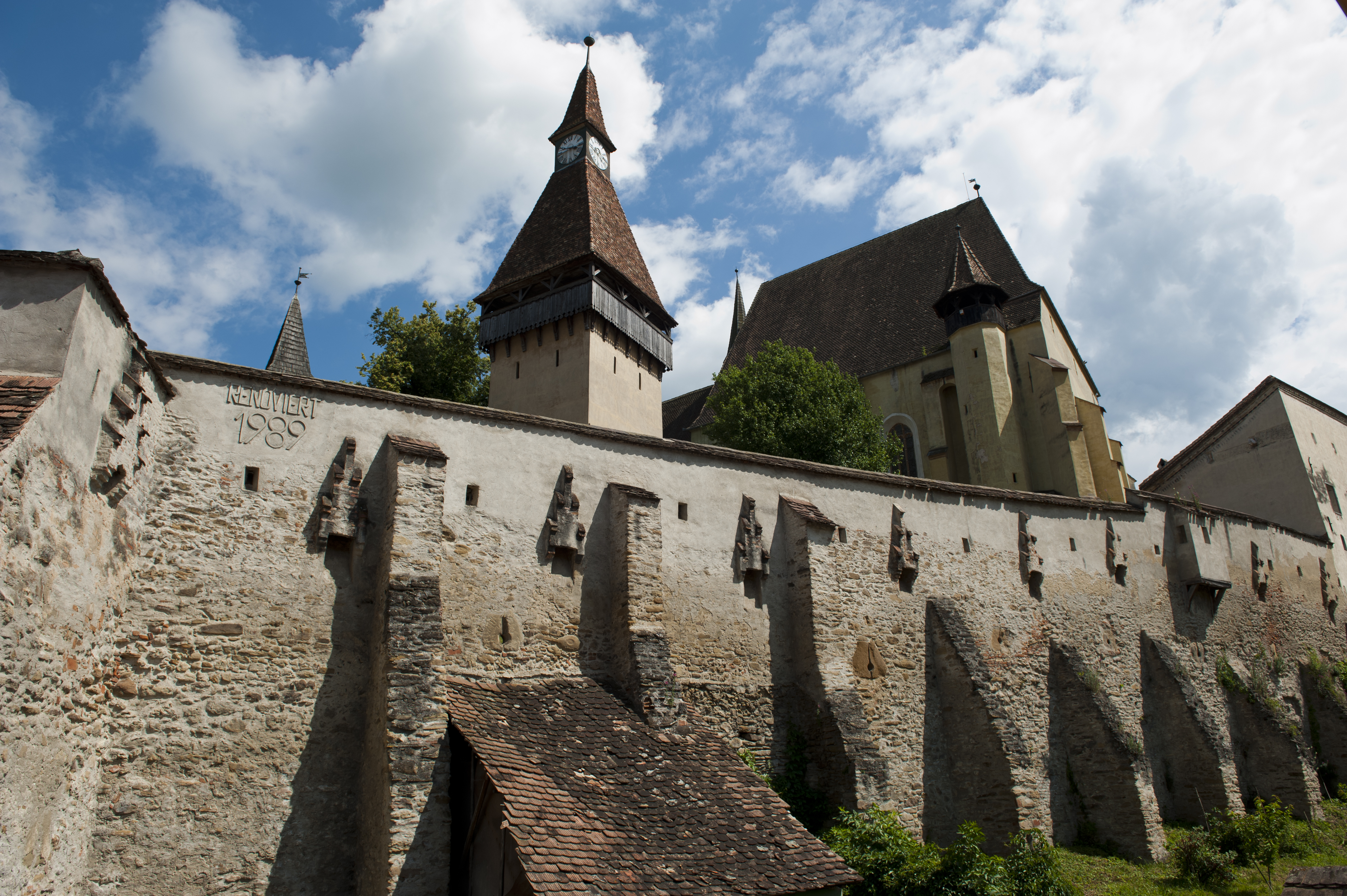
Conjunt de l'església fortificada evangèlica
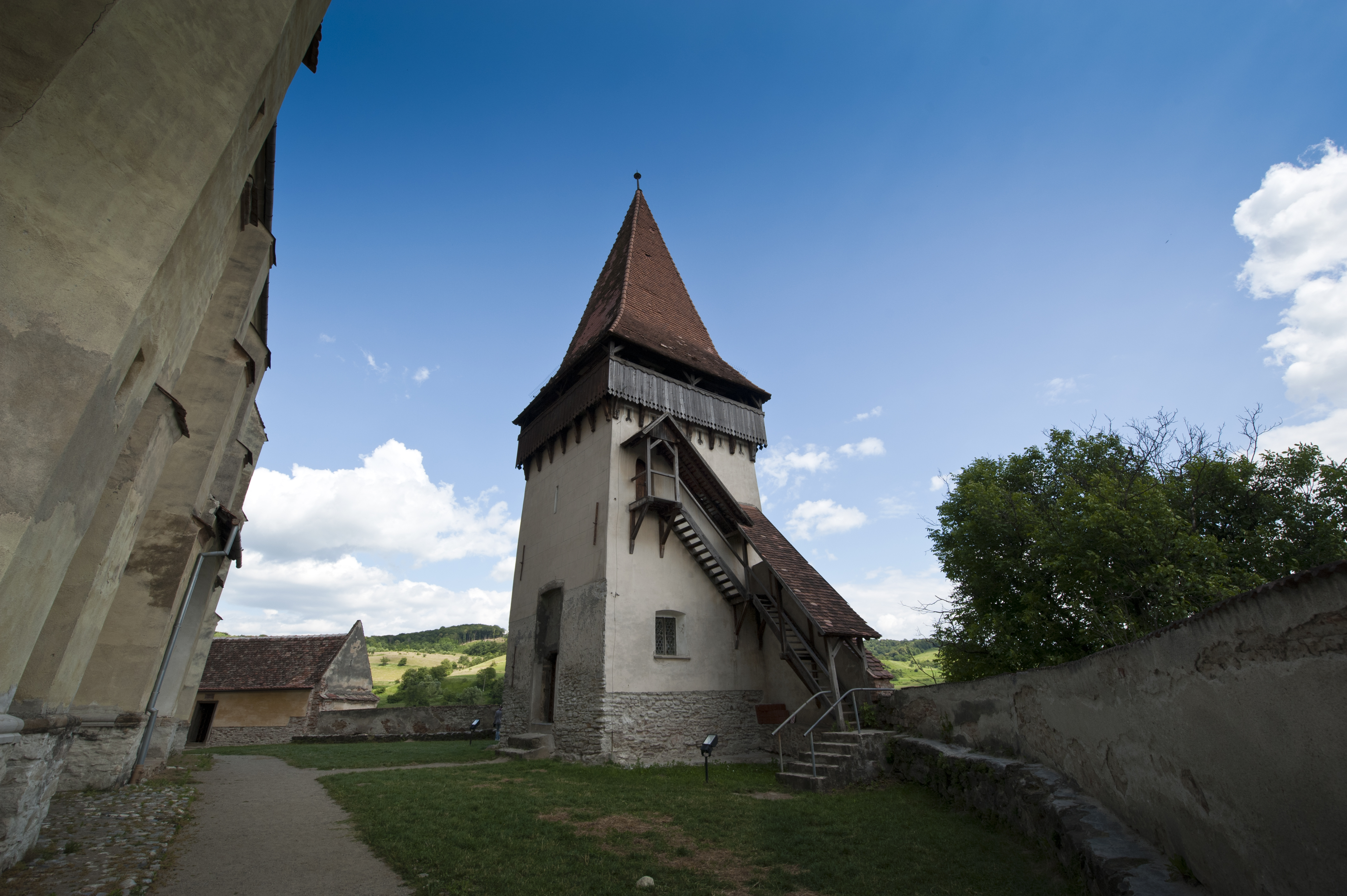
Recinte fortificat interior amb tres torres, bastió i torre de portes
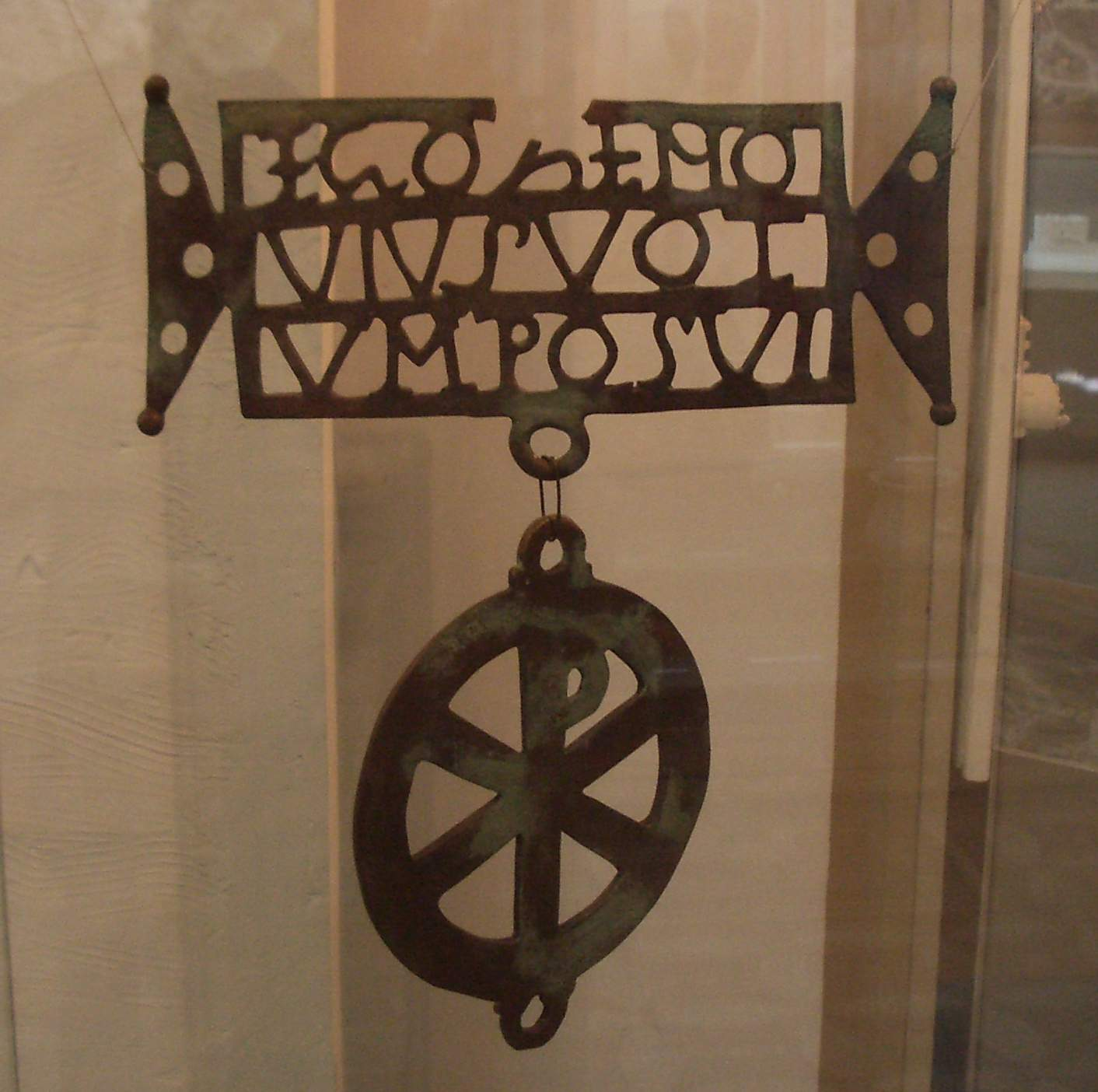
Biertan Donarium
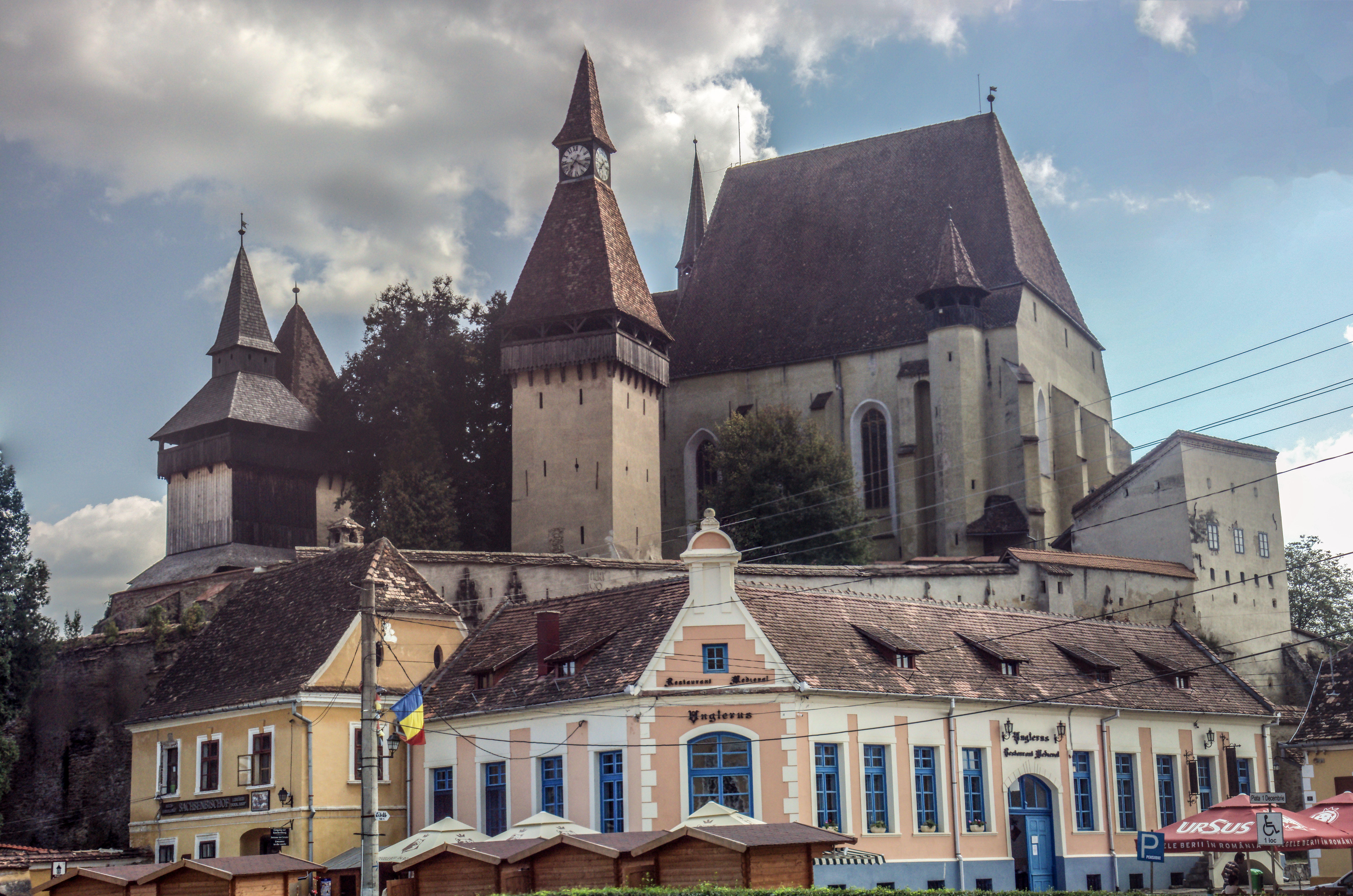
Església fortificada de Biertan

## Gent famosa
- Artur Phleps, oficial de carrera militar nascut a Biertan. Va servir únicament a l'exèrcit dels Habsburg d'Àustria-Hongria, a l'exèrcit reial de Romania i finalment a les Waffen-SS.
- Sara Römischer. Tot i que no era famosa en el sentit tradicional, la seva història és representativa de la que van experimentar molts saxons transsilvans a Biertan després de la Segona Guerra Mundial. Sara va ser deportada a Sibèria el gener de 1945. Va sobreviure i després de cinc anys va tornar a la seva ciutat natal de Biertan per educar la seva família a través de moltes altres dificultats. Llegiu una traducció a l'anglès[3] de la seva angoixant història, o bé per al text original alemany[4] a Siebenbürgische Zeitung.

## Demografia
Segons el cens del 2011, els romanesos representaven el 73,8% de la població, els gitanos el 17,9%, els alemanys el 4,6% i els hongaresos el 3,6%.

Església fortificada de Biertan